# 奧布希夫卡 (別爾季切夫區)
49°49′45″N 28°27′9″E / 49.82917°N 28.45250°E
奧布希夫卡（烏克蘭語：Обухівка），是烏克蘭的村落，位於該國北部日托米爾州，由別爾季切夫區負責管轄，面積1.28平方公里，海拔高度274米，2001年人口325，人口密度每平方公里253.91人。